# إيرانيون

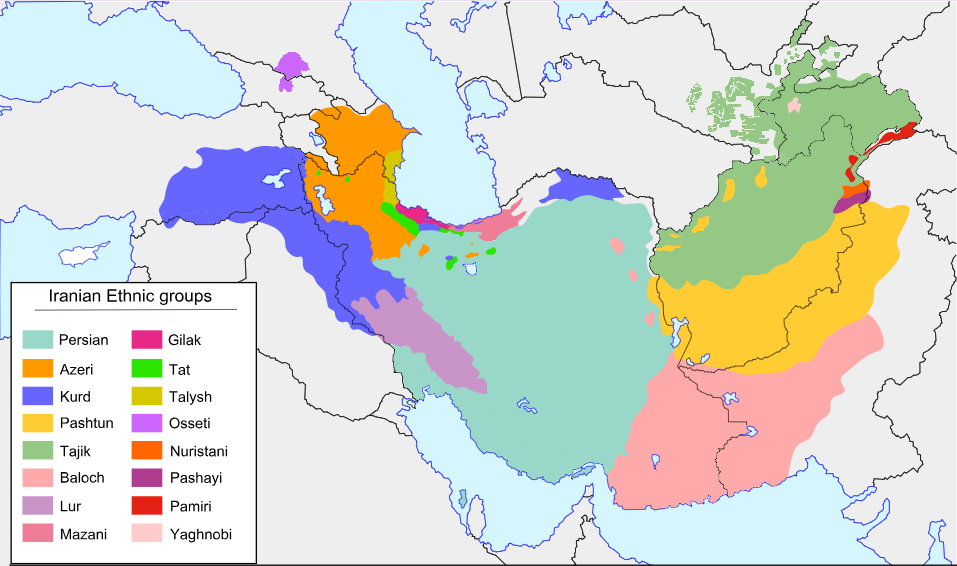
شعوب بالعرق الیرانیّة أو العرق الآری

ابوالقاسم الفردوسی من اکبر الشاعرین فی اللغه الفارسیه.

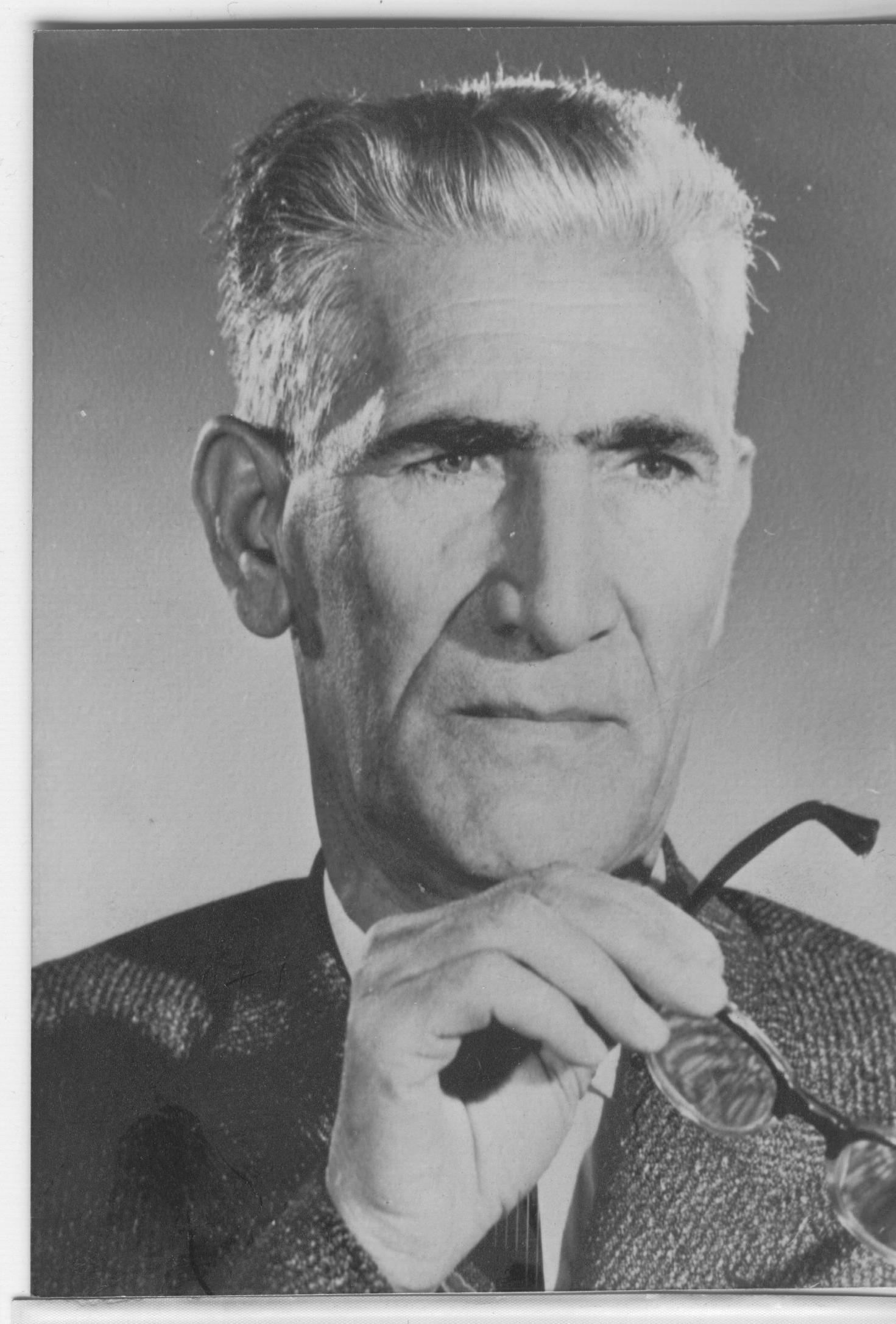
ذکایی بیضایی آرانی
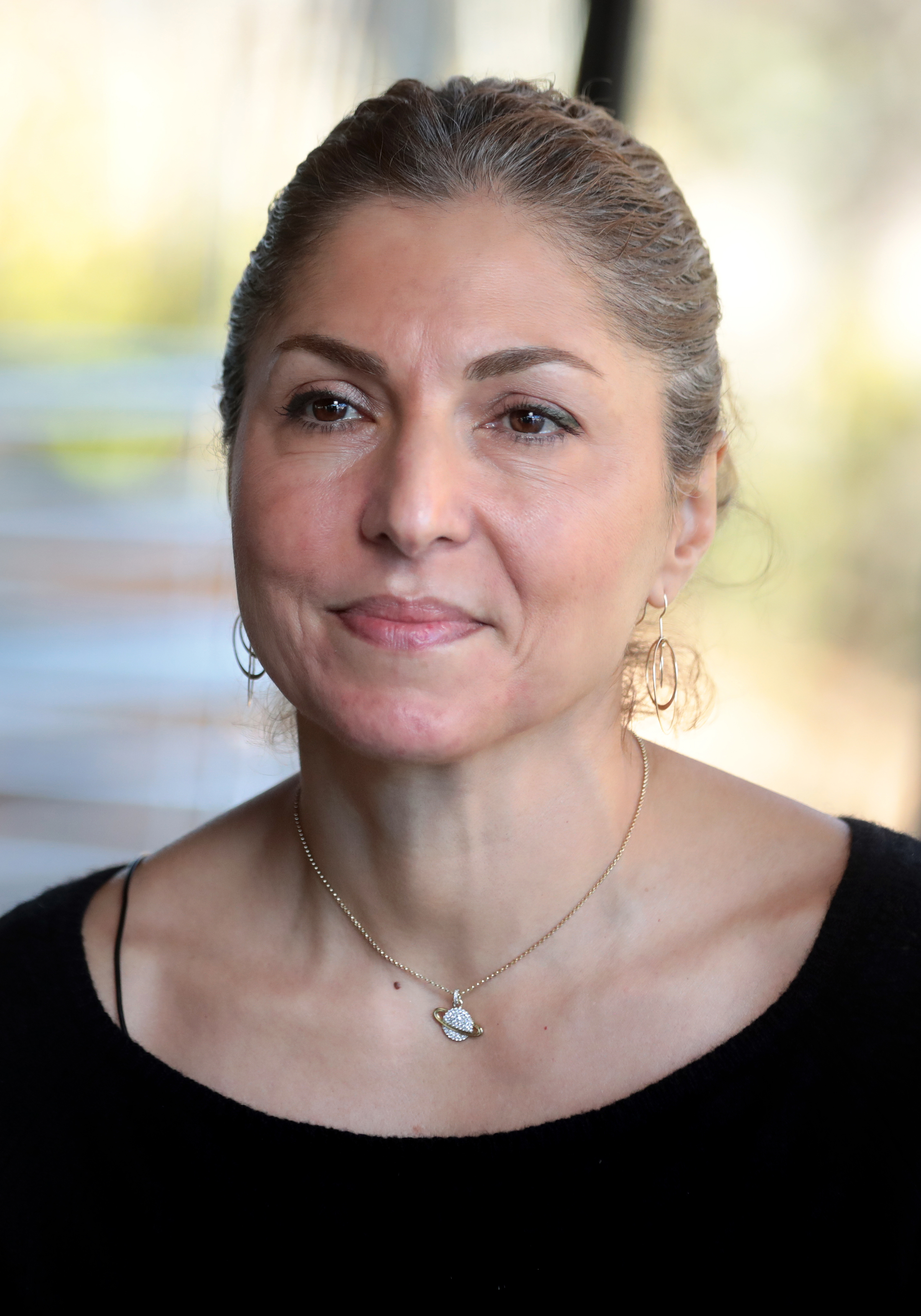
أنوشه أنصاري
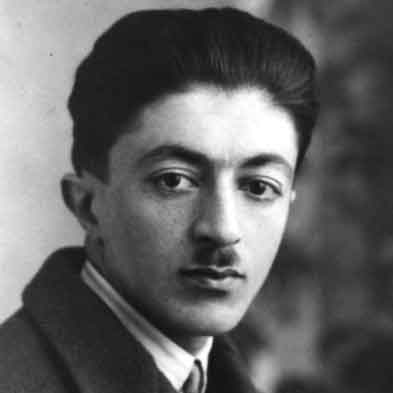
صادق هدايت
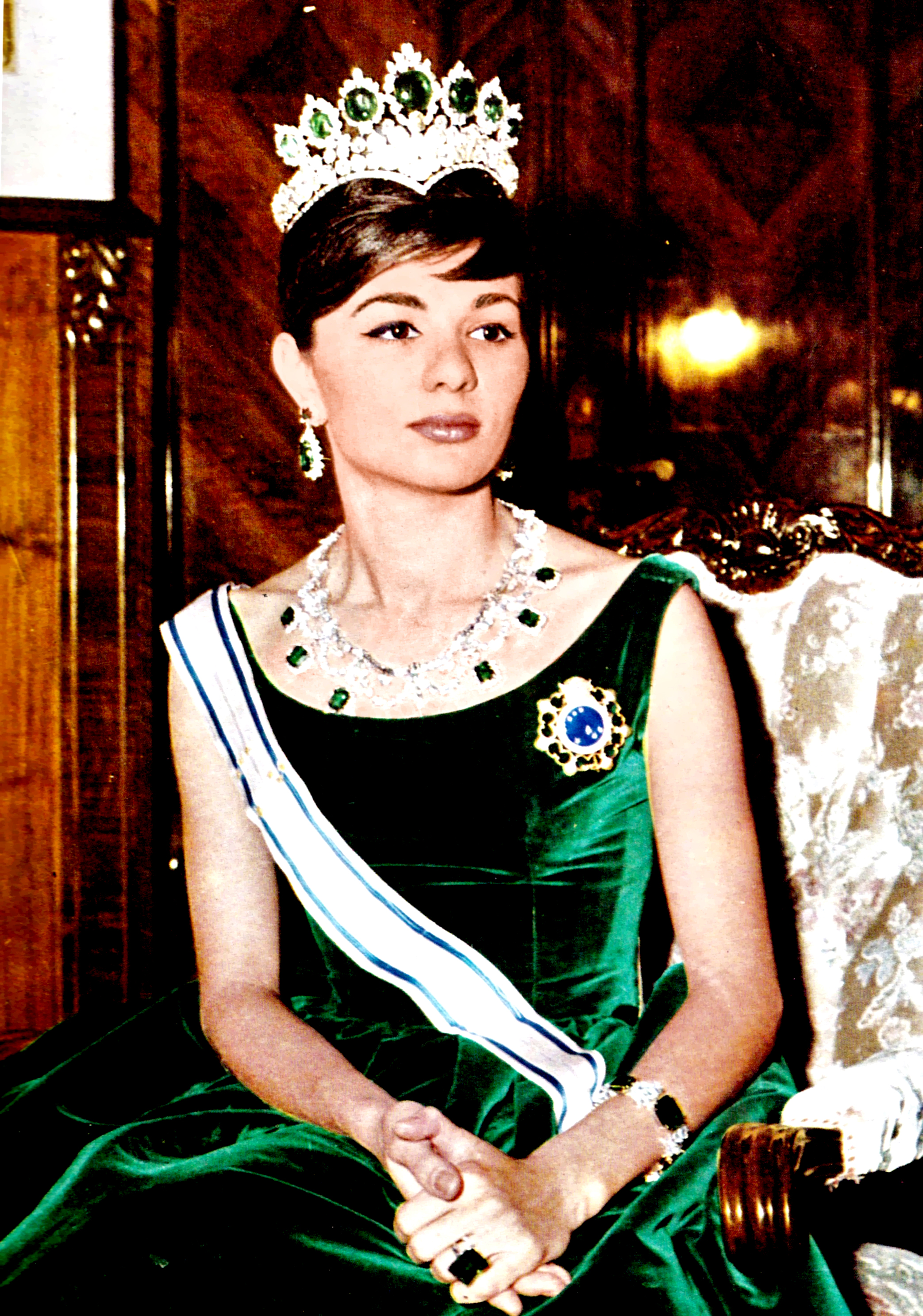
فرح ديبا

الشعوب الإيرانية أو الأصح القول: القوميات الإيرانية  هي مجموعة من المجموعات العرقية التي تعرف على أنها تتكلم اللغات الإيرانية. تنتشر هذه القوميات على مدى الهضبة الإيرانية بدءاً من هندوكوش إلى وسط الأناضول، ومن آسيا الوسطى إلى الخليج العربي وهي المنطقة التي يطلق عليها أحياناً إيران العظمى. يتواجد متكلمي اللغات الإيرانية في أرجاء أوراسيا بدءاً من البلقان إلى غرب الصين. يجب الملاحظة أن القوميات الإيرانية لا تقتصر على قاطني حدود إيران فقط، فمصطلح القومية الإيرانية يستخدم أحيانًا لتفادي الخلط مع المواطنين الإيرانيين.
يعود أصل المجموعات العرقية المنتمية إلى القوميات الإيرانية إلى فرع من الآريون الهندوأوروبيين. تعطى بعض المكتشفات الأثرية في روسيا، آسيا الوسطى والشرق الأوسط معلومات عن نمط معيشة تلك القوميات في الماضي. كان للقوميات الإيرانية دور كبير تاريخياً، حيث أسس الأخمينيون إمبراطورية فارسية واحدة من أول الدول المتعددة الجنسيات في العالم، بالإضافة إلى أن الكثير من الديانات التي اعتنقتها القوميات الإيرانية مثل الزردشتية والمانوية يعتقد أن لها تأثير كبير على فلسفة الديانات ألإبراهيمية (الإسلام و(اليهودية والمسيحية). تعتبر القبائل الإيرانية القديمة أسلاف لكثير من القوميات اليوم منها، الفرس، الأكراد والأفغان والطاجيك وغيرها.

## أصل الكلمة واستخدامها
إن مصطلح إيراني مستمد من إيرانيام (أي أرض الآريين). ويعتقد أن المصطلح الهندي الإيراني القديم آريا، ويعني مضياف، كان واحد من المصطلحات الذاتية التي استخدمها الآريون على أنفسهم، على الأقل في المناطق التي سكنها الآريون الذين هاجروا من آسيا الوسطى. وفي الجزء الأخير من كتاب الأفيستا (Vendidad 1) كان يطلق على أحد مناطقهم اسم (إيرانم فيجاهه) (Airyanem Vaejah).
وتتفاوت الحدود الجغرافية لأرض منشأهم، فتمدد من المنطقة المحيطة بهرات وحتى كامل امتداد الهضبة الإيرانية.
من الناحية اللغوية، فإن مصطلح القوميات الإيرانية يماثل في استخدامه لمصطلح الشعوب الجرمانية، التي تشمل أعراق مختلفة والذين يتكلمون اللغات الجرمانية مثل الألمانية، الإنكليزية، الهولندية، والنرويجية، أو مصطلح الالشعوب السلافية، التي يشمل جميع متكلمي اللغات السلافية، بما فيها الروس والبولنديين، والكروات أو الصرب. وبشكل مشابه فإن القوميات الإيرانية لا تشمل فقط الفرس والطاجيك (أو الفرس الشرقيين) من إيران، وأفغانستان وطاجيكستان، ولكن أيضا من البشتون، والأكراد، والأوسيتيون، والبلوش وغيرهم. ويعتبر الأكاديميون أن مصطلح الشعوب الإيرانية تختلف عن مفهوم الدولة الإيرانية وعن المواطنين الإيرانيين (والذين هم إيرانيون بالجنسية والذين يشار إليهم بشكل شائع باسم الإيرانيين) تماما كما بنفس تتمايز الشعوب الجرمانية عن الألمان كجنسية. فالكثير من المواطنين الإيرانيين ليسوا بالضرورة من القوميات الإيرانية بحكم أنهم متكلمون للغات الإيرانية وقد لا يكون لهم حتى أي علاقات مميزة بالقبائل الإيرانية القديمة.

## التاريخ والمستوطنات

### الجذور الهندو أوروبية

#### ثقافة سينتاشتا بيتروفكا
تُعتبر ثقافة سينتاشتا، المعروفة أيضًا باسم ثقافة سينتاشتا بيتروفكا أو ثقافة سينتاشتا أركايم، ثقافة أثرية من العصر البرونزي من السهوب الأوروبية الآسيوية الشمالية على حدود أوروبا الشرقية وآسيا الوسطى، ويرجع تاريخها إلى الفترة 2100-1800 قبل الميلاد. ربما كان هذا المظهر الأثري لمجموعة اللغات الهندية الإيرانية.
نشأت ثقافة سينتاشتا من تفاعل ثقافتين سابقتين. كان سلفها المباشر في سهوب أورال - توبول هو ثقافة بولتافكا، وهي فرع من حضارة يامنايا التي تتألف في معظمها من رعاة كانوا قد انتقلوا شرقًا إلى المنطقة بين 2800 و 2600 قبل الميلاد. شُيدت عدة بلدات تابعة لسنتاشتا فوق مستوطنات بولتافكا القديمة أو بالقرب من مقابرها، مع احتفاظها لبعض من معالم بولتافكا على الفخار في سنتاشتا. تُظهر الثقافة المادية في سنتاشتا أيضًا تأثير ثقافة أباشيفو المتأخرة، وهي مجموعة من مستوطنات حضارة الخزف المحزم في منطقة السهوب الحرجية الواقعة شمال منطقة سنتاشتا والتي كانت غالبيتها أيضًا زراعية رعوية. وجد الباحث ألينتوفت وآخرون أيضًا علاقة وراثية أوتوماتيكية وثيقة بين شعوب حضارة الخزف المحزم وحضارة سينتاشتا.
تم العثور على أوائل العجلات الحربية المعروفة في مدافن سينتاشتا، وتعتبر الثقافة مرشحًا قويًا لأصل التكنولوجيا، التي انتشرت في جميع أنحاء العالم القديم ولعبت دورًا هامًا في الحرب القديمة. بالإضافة إلى أن مستوطنات سنتاشتا تُعتبر هامة بالنسبة لعمليات تعدين النحاس وعلم الفلزات التي تتم هناك، وهو أمر غير عادي بالنسبة لثقافة السهوب.
نظرًا لصعوبة التعرف على بقايا مواقع سينتاشتا دون تلك الموجودة في المستوطنات اللاحقة، لم تميز الثقافة إلا مؤخرًا عن ثقافة أندرونوفو. وهي الآن معترف بها ككيان منفصل يشكل جزءًا من «أفق أندرونوفو».

#### حضارة أندرونوفو
تثعدّ ثقافة أندرونوف مجموعة من الثقافات الهندية الإيرانية المماثلة في العصر البرونزي المحلي والتي ازدهرت في 1800-900 قبل الميلاد في غرب سيبيريا وغرب السهوب الآسيوية. ومن الأفضل تسميته مجمع أو أفق أثري. الاسم مستمد من قرية أندرونوفو، حيث تم اكتشاف العديد من القبور عام 1914، بوجود هياكل عظمية في مواقع مجوفة مدفونة مع الفخار المزخرف بشكل مبهر.
أصبحت ثقافة السنتاشتا الأقدم (2100-1800)، التي كانت مدرجة في السابق ضمن ثقافة أندرونوفو، تُعرف الآن على نحو منفصل، لكنها تُعَد من أسلافها، وتم قبولها كجزء من أفق أندرونوفو الأوسع نطاقًا. تميزت أربع ثقافات فرعية على الأقل من أفق أندرونوفو، والتي توسعت خلالها الثقافة نحو الجنوب والشرق:
- سينتاشتا بيتروفكا أركايم (جبال الأورال الجنوبية، شمال كازاخستان، 2200-1600 قبل الميلاد)
- مستوطنة سينتاشتا في كاليفورنيا 1800 قبل الميلاد في تشيليابينسك أوبلاست
- مستوطنة بيتروفكا المحصنة في كازاخستان
- مستوطنة أركايم القريبة التي يعود تاريخها إلى القرن السابع عشر
- ألاكول (2100-1400 قبل الميلاد) بين نهري جيحون وسيحون في قيزيل قوم
- أليكسيفكا (1300-1100 قبل الميلاد مع نهاية العصر البرونزي) في كازاخستان الشرقية وعلاقتها مع مامازجا السادس في تركمانيا
- وادي إنغالا في جنوب تيمون أوبلاست
- فيدوروفا (1500-1300 قبل الميلاد) في سيبيريا الجنوبية (الدليل الأقدم على حرق الموتى وعبادة النار)
- بيشكنت فاكش (1000-800 قبل الميلاد)

من الصعب تحديد النطاق الجغرافي للثقافة لأنها واسعة جدًا. وهي تتداخل على أطرافها الغربية مع ثقافة صربنا المتميزة والمتعاصرة تقريبًا في الفولغا - الأورال المتداخلة. إلى الشرق، تصل إلى مينوسينسك إلى جانب بعض المواقع في أقصى غرب جبال الأورال الجنوبية متداخلة مع منطقة ثقافة أفاناسيفو السابقة. ثمّة مواقع إضافية مبعثرة إلى أقصى الجنوب مثل كوبت داغ (تركمانستان) وجبال بامير (طاجيكستان) وجبال تيان شان (قيرغيزستان). تواجه الحدود الشمالية بداية إقليم تايغا. في حوض الفولغا، كان التفاعل مع ثقافة صربنا هو الأكثر كثافة وإطالة إذ تم العثور على الفخار على نمط فيديروفو في أقصى الغرب مثل فولغوغراد.
يربط معظم الباحثين بين آفاق أندرونوفو واللغات الهندية الإيرانية المبكرة، على الرغم من أنها ربما تكون قد تداخلت باللغة الأورالية في جزئها الشمالي.

## التوزع الديموغرافي
يوجد حوالي 150 إلى 200 مليون متحدث باللغة الإيرانية كلغته الأم تشكل المجموعات الرئيسية الخمسة الفرس، الطاجيك، البشتون، الكرد، والبلوش نسبة 90% من مجمل العدد الكلي.
حالياً يقطن معظم هؤلاء الأشخاص دول إيران، أفغانستان، طاجكستان، باكستان، وأجزاء من أوزبكستان (خاصة سمرقند وبخارى)، القوقاز، والمناطق الكردية (التي يطلق عليها اسم كردستان) في تركيا، العراق وسوريا. بالإضافة إلى أنه يوجد مجموعات صغيرة من الإيرانيين في غرب الصين وغرب الهند.
بسبب الهجرات في مؤخراً نتج جاليات كبيرة من المتحدثين باللغات الإيرانية في أوروبا، الأمريكيتين، وإسرائيل.
القائمة التالية تعطي توزع الشعوب الإيرانية مع العدد التقريبي في كل منطقة:
| العرقية                                                                                        | المنطقة | عدد السكان         |
| ---------------------------------------------------------------------------------------------- | --- | ------------------ |
| المتحدثين الفارسية - الفرس - الطاجيك - السيستاني - خودمونية - پارسیوان - أيمك - الهزارا - تاتس | إيران، أفغانستان، طاجكستان أوزبكستان (الطاجيك)، باكستان(هزارا)سلطنة عمان، الإمارات، البحرين، الكويت، قطر، السعودية، العراق | 70 إلى 100 مليون   |
| بشتون أفغان - دراني - غلجائي                                                                   | أفغانستان، باكستان | 42 مليون           |
| كرد - كورمانج - سوران - زازا - لوري                                                            | تركيا، وسورية، والعراق، وإيران، وأفغانستان                                                                                 | من 27 إلى 37 مليون |
| بلوش                                                                                           | إيران، أفغانستان، باكستان                                                                                                  | 15 مليون           |
| قوقازيون (مزندراني & جيلاك)                                                                    | إيران | من 5 إلى 10 مليون  |
| لاك                                                                                            | إيران | 1 مليون            |
| شعوب باميري                                                                                    | طاجكستان، أفغانستان | 0.9 مليون          |
| طاليون                                                                                         | أذربيجان، إيران | 0.9 مليون          |
| أوسيتيون - جاز                                                                                 | روسيا، جورجيا، هنغاريا | 0.7 مليون          |
| ساريغولي                                                                                       | جنوب شيانجيان، الصين | 007                |
| ياغنوبي                                                                                        | على ضفاف نهر زيرفشان، أوزباكستان                                                                                           | 007                |
| بارسيون & الإيرانيون                                                                           | الهند | 0.1 مليون          |
| شعب الواخي - طاجيك الصين - Shughni                                                             | أفغانستان، طاجكستان، شيانجيان في الصين                                                                                     | 0.05 مليون         |